# 皆川藩
皆川藩（みながわはん）は、徳川家康の関東入国後から江戸時代中期にかけて、下野国都賀郡皆川（現在の栃木県栃木市皆川地区）に所在した藩。中世以来当地の旧族であった皆川氏、松平一族の能見松平家、譜代大名の米倉氏が断続的に当地を居所とした。米倉氏は1722年に居所を武蔵国金沢（六浦藩）に移した。

## 歴史

### 皆川氏の時代
皆川氏は小山党長沼氏の流れを汲み、皆川荘を拠点としてこれを名字とした旧族である。戦国期の『関東八州諸城覚書』によれば、皆川氏は本拠である皆川城（現在の栃木市皆川城内町）のほか、栃木城・南摩城・富田城を支配し、1000騎の動員能力のある有力な大名であったという。
戦国期の後半に当主となった皆川広照は、天正10年（1582年）には徳川家康と誼を通じて甲州征伐にも出動。その後、北条氏と交戦することもあったが、家康の仲介もあって北条氏に従った。小田原征伐の際、皆川広照はいったん北条方で小田原城に参陣しながらも、城を脱出して降伏。豊臣秀吉の命で徳川家康に従属され、本領1万3000石を安堵された。以後、広照は家康の譜代衆として行動する。
天正19年（1591年）、広照は栃木城の本格的築城に着手し、城下町の整備（栃木町・栃木宿参照）も行ったとされる。統治の拠点も皆川城から栃木城に移したとする説がある。
徳川家の関係では、広照は徳川家康の庶子・松平忠輝（天正20年/文禄元年（1592年）生まれ）を幼少から養育したとされる。
慶長5年（1600年）の関ヶ原の戦いののち、広照は3万5000石に加増された。関ヶ原の合戦後も旧領を安堵された数少ない下野の旧族の一つである（ほかに、佐野藩佐野家や、大田原藩大田原家などの那須衆がある）。
慶長8年（1603年）、広照は松平忠輝の補佐の臣となり、忠輝が信濃川中島藩に移ったのに伴い、信濃飯山藩7万5000石に加増移封となった。皆川藩は廃藩となった。

### 榎本藩本多家領の時代
元和元年（1615年）、榎本藩主・本多忠純は、皆川周辺で1万8000石の加増を受けた（合計2万8000石）。寛永17年（1640年）に本多家は無嗣断絶となる。加増後の本多家について、書籍によっては「皆川藩」として扱うものもある（『藩史総覧』）。寛永17年（1640年）5月、3代藩主・本多犬千代が5歳で夭折し、榎本藩（皆川藩）は改易された。

### 能見松平家の時代
寛永17年（1640年）、上総百首藩から能見松平家の松平重則が1万500石で入り、皆川藩が再立藩した。重則は松平重勝の三男で別家を立て、当時は留守居・奏者番を務めていた。
重則は寛永18年（1641年）12月27日に没し、翌寛永19年（1642年）5月9日に子の重正が11歳で遺領を相続した。寛永20年（1643年）には初めて領地に赴く暇を得ている。寛文2年（1662年）9月2日、重正は40歳で死去した。重利が4歳で跡を継ぎ、領知朱印状（寛文印知）も重利の代で初めて交付されているが、寛文5年（1665年）3月24日に7歳で夭折し、松平家は無嗣により絶家となった。これにより皆川藩も廃藩となった。

### 米倉氏の時代
元禄12年（1699年）、上野・武蔵・相模などに1万石を領していた若年寄の米倉昌尹が、下野国都賀郡・安蘇郡において5000石を加増された（合計1万5000石）。米倉家はこの際、皆川に陣屋を設置することとし、皆川藩は3度目の立藩を果たすことになる。なお、米倉家は定府の大名であり、皆川藩時代には参勤交代を行っていない。
昌尹は同年7月12日に死去し、その跡を継いだ第2代藩主・昌明のとき、弟の昌仲に3000石を分与した。このため皆川藩は1万2000石となり、以後幕末まで米倉家代々の領知高となった。
昌明は元禄15年（1702年）4月25日に死去し、その跡を昌照が継いだ。昌照は正徳2年（1712年）5月23日に死去し、跡を忠仰が継いだが、忠仰の代である享保7年（1722年）、居所を武蔵国久良岐郡金沢（六浦）に移した（六浦藩）。なお、米倉家は六浦藩移転後に参勤交代を行うようになる。皆川藩は廃藩となったが、六浦藩米倉家の領知はその後も下野国に残り、皆川城のあった皆川城内村は幕末・明治初年（旧高旧領取調帳）時点で六浦藩領であった。

## 歴代藩主

### 皆川家
譜代 1万3000石→3万5000石
1. 広照

### 松平（能見）家
譜代 1万500石
1. 重則
2. 重正
3. 重利

### 米倉家
譜代 1万5000石→1万2000石
1. 昌尹
2. 昌明
3. 昌照
4. 忠仰

## 領地

### 能見松平家時代の領地
寛文4年（1664年）の「寛文朱印留」によれば、皆川藩領は以下の通り。本領と言える下野国都賀郡内の所領は5か村3000石であった。
- 下野国
  - 都賀郡のうち - 5村
- 下総国
  - 香取郡のうち - 8村
  - 葛飾郡のうち - 7村
  - 印旛郡のうち - 3村
- 上総国
  - 天羽郡のうち - 8村
  - 埴生郡のうち - 4村
- 武蔵国
  - 那珂郡のうち - 3村
- 大和国
  - 山辺郡のうち - 1村

### 米倉氏による立藩時の領地
『角川日本地名大辞典』は、米倉氏による立藩時の領地（1万5000石）として以下を掲げる。
- 下野国
  - 都賀郡のうち - 4村
  - 安蘇郡のうち - 5村
- 武蔵国
  - 埼玉郡のうち - 2村
  - 久良岐郡のうち - 7村
  - 多摩郡のうち - 4村
- 相模国
  - 大住郡のうち - 13村
- 上野国
  - 碓氷郡のうち - 4村

### 1705年の領地
宝永2年（1705年）時点での皆川藩1万2000石の領地は以下であった。
- 下野国
  - 都賀郡のうち - 6村
  - 安蘇郡のうち - 6村
- 武蔵国
  - 埼玉郡のうち - 2村
  - 久良岐郡のうち - 6村
- 相模国
  - 大住郡のうち - 9村
  - 淘綾郡のうち - 1村